# Анциферов, Михаил Борисович
Михаи́л Бори́сович Анци́феров (род. 1960) — советский и российский эндокринолог, доктор медицинских наук, профессор. Заслуженный врач РФ, лауреат премии Правительства РФ в области науки и техники.

## Биография
В 1979 году окончил 1 ММИ им. И. М. Сеченова.
Под руководством Михаила Борисовича Анциферова было защищено 16 кандидатских диссертаций.
Автор более 500 научных работ, 100 из которых было издано за рубежом; автор 5 (пяти) монографий и целого ряда клинических руководств.

Михаил Борисович 
разработал и внедрил унифицированную структурированную программу по обучению больных сахарным диабетом в России.
Награждён рядом ведомственных и общественных наград, в том числе медалью «В память 850-летия Москвы».

## Публикации
- Какие новые возможности для клинической практики открывает исследование VERIFY и какова его ценность для пациентов с впервые выявленным СД 2 типа? Совместное заключение по итогам экспертного совета. 6 ноября 2019 г. // Авторы: Шестакова, Марина Владимировна, д.м.н., профессор, академик РАН1, Анциферов, Михаил Борисович, д.м.н., профессор2, Аметов, Александр Сергеевич, д.м.н., профессор3, Галстян, Гагик Радикович, д.м.н., профессор4, Демидова, Татьяна Юльевна, д.м.н., профессор5, Зилов, Алексей Вадимович, к.м.н.6, Маркова, Татьяна Николаевна, д.м.н., профессор7, Петунина, Нина Александровна, д.м.н., профессор8, Черникова, Наталья Альбертовна9, Шамхалова, Минара Шамхаловна, д.м.н.10 // Источник: Сахарный диабет. 2020 (1):106-110
- Факторы роста в терапии язвенных дефектов при синдроме диабетической стопы / Growth factors in the treatment of diabetic foot syndrome // Авторы: Комелягина, Елена Юрьевна / Komelyagina, Elena Y., кандидат медицинских наук, заведующая отделением диабетической стопы1, Анциферов, Михаил Борисович / Antsiferov, Michail B., д.м.н., профессор2 // Источник: Сахарный диабет. 2019 (4):377-383
- Резолюция по итогам первой рабочей встречи Научно-консультативного совета по вопросу «Актуальные проблемы вариабельности гликемии как нового критерия гликемического контроля и безопасности терапии сахарного диабета» / Resolution on the results of the first working meeting of the Scientific Advisory Board «Actual problems of glycemic variability as a new criterion of glycemic control and safety of diabetes therapy» // Авторы: Анциферов, Михаил Борисович / Antsiferov, Mikhail B., д.м.н., профессор1, Галстян, Гагик Радикович / Galstyan, Gagik R., д.м.н., профессор2, Зилов, Алексей Вадимович / Zilov, Alexey V., к.м.н, доцент3, Майоров, Александр Юрьевич / Mayorov, Aleksandr Y., д.м.н.4, Маркова, Татьяна Николаевна / Markova, Tatiana N., д.м.н., профессор5, Демидов, Николай Александрович / Demidov, Nikolay A., к.м.н.6, Котешкова, Ольга Михайловна / Koteshkova, Olga M., к.м.н.7, Лаптев, Дмитрий Никитич / Laptev, Dmitry N., к.м.н.8, Витебская, Алиса Витальевна / Vitebskaya, Alisa V., к.м.н.9, Алексеева, Яна Геннадьевна / Alekseeva, Yana G., к.м.н.10, Ставцева, Светлана Ивановна / Stavtseva, Svetlana I., Региональный медицинский советник, Клинический-Медицинский-Регуляторный отдел11 // Источник: Проблемы эндокринологии. 2019 (3):204-211
- Резолюция по итогам первой рабочей встречи научно-консультативного совета по вопросу «Актуальные проблемы вариабельности гликемии как нового критерия гликемического контроля и безопасности терапии сахарного диабета» / Resolution on the results of the first working meeting of the scientific advisory board «Actual problems of glycemic variability as a new criterion of glycemic control and safety of diabetes therapy» // Авторы: Анциферов, Михаил Борисович / Antsiferov, Mikhail B., д.м.н., профессор1, Галстян, Гагик Радикович / Galstyan, Gagik R., д.м.н., профессор2, Зилов, Алексей Вадимович / Zilov, Alexey V., к.м.н.3, Майоров, Александр Юрьевич / Mayorov, Alexander Y., д.м.н.4, Маркова, Татьяна Николаевна / Markova, Tatyana N., д.м.н., профессор5, Демидов, Николай Александрович / Demidov, Nikolay A., к.м.н.6, Котешкова, Ольга Михайловна / Koteshkova, Olga M., к.м.н.7, Лаптев, Дмитрий Никитич / Laptev, Dmitry N., д.м.н.8, Витебская, Алиса Витальевна / Vitebskaya, Alisa V., к.м.н.9 // Источник: Сахарный диабет. 2019 (3):281-288
- Экстремальная категория риска в системе стратификации сердечно-сосудистых осложнений Консенсус консультативного совета / Extreme risk category in the stratification of cardiovascular complications. Advisory board consensus // Авторы: Сергиенко, Игорь Владимирович / Sergienko, I.V.1, Шестакова, Марина Владимировна / Shestakova, M.V.2, Бойцов, Сергей Анатольевич / Boitsov, S.A.3, Аметов, Александр Сергеевич / Ametov, A.S.4, Анциферов, Михаил Борисович / Antsiferov, M.B.5, Кухарчук, Валерий Владимирович / Kukharchuk, V.V.6, Затейщиков, Дмитрий Александрович / Zateishchikov, D.A.7, Ежов, Марат Владиславович / Ezhov, M.V.8, Гуревич, Виктор Савельевич / Gurevich, V.S.9, Галявич, Альберт Сарварович / Galyavich, A.S.10, Воевода, Михаил Иванович / Voevoda, M.I.11, Дупляков, Дмитрий Викторович / Duplyakov, D.V.12, Барбараш, Ольга Леонидовна / Barbarash, O.L.13, Халимов, Юрий Шавкатович / Khalimov, Yu.Sh.14, Арутюнов, Григорий Павлович / Arutyunov, G.P.15, Карпов, Юрий Александрович / Karpov, Yu.A.16, Бубнова, Марина Геннадьевна / Bubnova, M.G.17, Дроздова, Любовь Юрьевна / Drozdova, L.Yu.18, Соничева, Н.А.19, Аншелес, Алексей Аркадьевич / Ansheles, A.A.20, Самородская, Ирина Владимировна / Samorodskaya, I.V.21, Козиолова, Наталья Андреевна / Koziolova, N.A.22, Драпкина, Оксана Михайловна / Drapkina, O.M.23 // Источник: Атеросклероз и дислипидемии. 2018 (4):8-16
- Особенности заживления ран у больных с синдромом диабетической стопы / Wound healing in diabetic foot patients // Авторы: Комелягина, Елена Юрьевна / Komelyagina, E.Yu., кандидат медицинских наук, заведующая отделением диабетической стопы1, Анциферов, Михаил Борисович / Antsiferov, M.B., доктор медицинских наук, профессор, главный врач2 // Источник: Эндокринология: новости, мнения, обучение. 2018 (4):42-47
- Оценка микробного состава хронических язвенных дефектов при синдроме диабетической стопы / Assessment of chronic diabetic foot ulcers microbiome // Авторы: Комелягина, Елена Юрьевна / Komelyagina, E.Yu., кандидат медицинских наук, заведующая отделением диабетической стопы1, Анциферов, Михаил Борисович / Antsiferov, M.B., доктор медицинских наук, профессор, главный врач2, Попова, Валентина Михайловна / Popova, V.M., кандидат медицинских наук, заместитель генерального директора3, Жиленков, Евгений Леонидович / Zhilenkov, E.L., кандидат биологических наук, заместитель генерального директора4, Юскевич, Виктория Викторовна / Yuskevich, V.V., кандидат биологических наук, заведующая бактериологической лабораторией5 // Источник: Эндокринология: новости, мнения, обучение. 2017 (3):71-77
- Синдром диабетической стопы: междисциплинарный подход к ведению больных / Diabetic foot syndrome: interdisciplinary approach to disease management // Авторы: Комелягина, Елена Юрьевна / Komelyagina, E.Yu., кандидат медицинских наук, заведующая отделением диабетической стопы1, Анциферов, Михаил Борисович / Antsiferov, M.B., доктор медицинских наук, профессор, главный врач2 // Источник: Эндокринология: новости, мнения, обучение. 2017 (4):26-32
- Особенности ведения пациентов с сахарным диабетом типа 2 старше 85 лет в Москве (по данным Государственного регистра больных сахарным диабетом) / Features of management of patients older than 85 years with type 2 diabetes mellitus in Moscow (according to the State Register of patients with diabetes) // Авторы: Демидов, Николай Александрович / Demidov, N.A., кандидат медицинских наук, врач-эндокринолог1, Калашникова, Марина Федоровна / Kalashnikova, M.F., кандидат медицинских наук, доцент кафедры эндокринологии № 12, Пашкова, Евгения Юрьевна / Pashkova, E.Yu., кандидат медицинских наук, заведующая отделением эндокринологии3, Анциферов, Михаил Борисович / Antsiferov, M.B., доктор медицинских наук, профессор, главный врач4 // Источник: Эндокринология: новости, мнения, обучение. 2017 (4):79-83
- Оценка клинико-морфологических особенностей заживления язвенных дефектов при синдроме диабетической стопы / Clinical and morphological characteristics of wound healing in diabetic foot syndrome // Авторы: Комелягина, Елена Юрьевна / Komelyagina, Elena Yur’evna, кандидат медицинских наук, заведующая отделением диабетической стопы1, Коган, Евгения Александровна / Kogan, Eugenia Alexandrovna, профессор, д.м.н., заведующая кафедрой патологической анатомии2, Анциферов, Михаил Борисович / Antsiferov, Mikhail Borisovich, профессор, д.м.н., главный врач3 // Источник: Сахарный диабет. 2017 20(2):135-141
- Сахарный диабет 2 типа у взрослых // Авторы: Дедов, Иван Иванович, д.м.н., профессор, академик РАН1, Шестакова, Марина Владимировна, д.м.н., профессор, академик РАН2, Майоров, Александр Юрьевич, д.м.н.3, Шамхалова, Минара Шамхаловна, д.м.н.4, Сухарева, Ольга Юрьевна, кандидат медицинских наук, ведущий научный сотрудник, отделение диабетической болезни почек и пострансплантационной реабилитации, Институт диабет5, Галстян, Гагик Радикович, д.м.н., профессор6, Токмакова, Алла Юрьевна, д.м.н.7, Никонова, Татьяна Васильевна, д.м.н., профессор8, Суркова, Елена Викторовна, д.м.н.9, Кононенко, Ирина Владимировна, к.м.н., старший научный сотрудник отделения наследственных эндокринопатий Института персонализированной медицины ФГБУ «НМИЦ эндокринологии» Минздрава России10, Егорова, Дарья Никитична, к.м.н., с.н.с. отделения диабетической стопы11, Ибрагимова, Людмила Ибрагимовна, к.м.н.12, Шестакова, Екатерина Алексеевна, кандидат медицинских наук, ведущий научный сотрудник консультативно-диагностического отделения13, Клефортова, Инна Игоревна, к.м.н., ведущий научный сотрудник отделения диабетической болезни почек и посттрансплантационной реабилитации14, Скляник, Игорь Александрович, аспирант15, Ярек-Мартынова, Ивона Яновна, к.м.н., заместитель директора Института диабета по лечебной работе, ведущий научный сотрудник отделения диабетической болезни почек и посттрансплантационной реабилитации16, Северина, Анастасия Сергеевна, к.м.н., ведущий научный сотрудник17, Мартынов, Сергей Андреевич, кандидат медицинских наук, ведущий научный сотрудник, отделение диабетической болезни почек и пострансплантационной реабилитации, Институт диабет18, Викулова, Ольга Константиновна, к.м.н., доцент19, Калашников, Виктор Юрьевич, д.м.н., профессор, член-корреспондент РАН20, Бондаренко, Ирина Зиятовна, д.м.н., гл.н.с.21, Гомова, Ирина Сергеевна, к.м.н., врач отдела кардиологии и сосудистой хирургии Института диабета22, Старостина, Елена Георгиевна, д.м.н., профессор23, Аметов, Александр Сергеевич, д.м.н., профессор24, Анциферов, Михаил Борисович, д.м.н., профессор25, Бардымова, Татьяна Прокопьевна, д.м.н., профессор, заведующий кафедрой эндокринологии26, Бондарь, Ирина Аркадьевна, д.м.н., проф.27, Валеева, Фарида Вадутовна, д.м.н., профессор28, Демидова, Татьяна Юльевна, д.м.н., профессор29, Мкртумян, Ашот Мусаелович, д.м.н., профессор30, Петунина, Нина Александровна, д.м.н., профессор31, Руяткина, Людмила Александровна, д.м.н., профессор32, Суплотова, Людмила Александровна, д.м.н., профессор33, Ушакова, Ольга Вячеславовна, .м.н., доцент кафедры общей врачебной практики и профилактической медицины34, Халимов, Юрий Шавкатович, д.м.н., профессор, начальник кафедры и клиники военно-полевой терапии35 // Источник: Сахарный диабет. 2020 (S2):4-102
- Сахарный диабет 1 типа у взрослых // Авторы: Дедов, Иван Иванович, д.м.н., профессор, академик РАН1, Шестакова, Марина Владимировна, д.м.н., профессор, академик РАН2, Майоров, Александр Юрьевич, д.м.н.3, Шамхалова, Минара Шамхаловна, д.м.н.4, Никонова, Татьяна Васильевна, д.м.н., профессор5, Сухарева, Ольга Юрьевна, к.м.н., ведущий научный сотрудник отделения диабетической болезни почек и посттрансплантационной реабилитации Института диабета, доцент кафедры диабетологии и диетологии Института высшего и дополнительного профессионального образования6, Пекарева, Елена Владимировна, кандидат медицинских наук, научный сотрудник отделения программного обучения и лечения Института диабета7, Ибрагимова, Людмила Ибрагимовна, к.м.н.8, Михина, Маргарита Сергеевна, н.с.9, Галстян, Гагик Радикович, д.м.н., профессор10, Токмакова, Алла Юрьевна, д.м.н.11, Суркова, Елена Викторовна, д.м.н.12, Лаптев, Дмитрий Никитич, Кандидат медицинских наук, заведующий детским отделением сахарного диабета Института детской эндокринологии13, Кононенко, Ирина Владимировна, к.м.н., старший научный сотрудник отделения наследственных эндокринопатий Института персонализированной медицины ФГБУ «НМИЦ эндокринологии» Минздрава России14, Егорова, Дарья Никитична, к.м.н., с.н.с. отделения диабетической стопы15, Клефортова, Инна Игоревна, к.м.н., ведущий научный сотрудник отделения диабетической болезни почек и посттрансплантационной реабилитации16, Скляник, Игорь Александрович, аспирант17, Ярек-Мартынова, Ивона Яновна, к.м.н., заместитель главного врача, ведущий научный сотрудник отделения диабетической болезни почек и посттрансплантационной реабилитации18, Северина, Анастасия Сергеевна, к.м.н., ведущий научный сотрудник19, Мартынов, Сергей Андреевич, кандидат медицинских наук, ведущий научный сотрудник, отделение диабетической болезни почек и пострансплантационной реабилитации, Институт диабет20, Викулова, Ольга Константиновна, к.м.н., доцент21, Калашников, Виктор Юрьевич, д.м.н., профессор, член-корреспондент РАН22, Гомова, Ирина Сергеевна, к.м.н., врач отдела кардиологии и сосудистой хирургии Института диабета23, Липатов, Дмитрий Валентинович, д.м.н., проф.24, Старостина, Елена Георгиевна, д.м.н., профессор25, Аметов, Александр Сергеевич, д.м.н., профессор26, Анциферов, Михаил Борисович, д.м.н., профессор27, Бардымова, Татьяна Прокопьевна, д.м.н., профессор, заведующий кафедрой эндокринологии28, Бондарь, Ирина Аркадьевна, д.м.н., проф.29, Валеева, Фарида Вадутовна, д.м.н., профессор30, Демидова, Татьяна Юльевна, д.м.н., профессор31, Климонтов, Вадим Валерьевич, д.м.н., профессор РАН32, Мкртумян, Ашот Мусаелович, д.м.н., профессор33, Петунина, Нина Александровна, д.м.н., профессор34, Суплотова, Людмила Александровна, д.м.н., профессор35, Ушакова, Ольга Вячеславовна, д.м.н., доцент кафедры общей врачебной практики и профилактической медицины36, Халимов, Юрий Шавкатович, д.м.н., профессор, начальник кафедры и клиники военно-полевой терапии37, Руяткина, Людмила Александровна, д.м.н., профессор38 // Источник: Сахарный диабет. 2020 (S1):42-114
- Переломы костей при сахарном диабете 2 типа: распространенность и факторы риска / Bone fractures in patients with type 2 diabetes mellitus: prevalence and risk factors // Авторы: Ялочкина, Татьяна Олеговна / Yalochkina, Tatiana Olegovna, врач-эндокринолог1, Белая, Жанна Евгеньевна / Belaya, Janna Evgen’evna, Заведующая отделением нейроэндокринологии и остеопатий. Доктор медицинских наук, главный научный сотрудник.2, Рожинская, Людмила Яковлевна / Rozhinskaya, Lyudmila Yakovlevna, Доктор медицинских наук, профессор, врач высшей категории, главный научный сотрудник отделения нейроэндокринологии и остеопатий3, Анциферов, Михаил Борисович / Antsiferov, Michail Borisovich, Главный врач Эндокринологического диспансера Департамента здравоохранения города Москвы, профессор, доктор медицинских наук, главный эндокринолог города Москвы.4, Дзеранова, Лариса Константиновна / Dzeranova, Larisa Konstantinovna, Доктор медицинских наук, ученый секретарь ФГБУ ЭНЦ МЗ России, главный научный сотрудник отделения нейроэндокринологии и остеопатий5, Мельниченко, Галина Афанасьевна / Melnichenko, Galina Afanas’evna, Заместитель директора ФГБУ ЭНЦ Минздрава России по научной работе, директор Института клинической эндокринологии, академик РАН6 // Источник: Сахарный диабет. 2016 19(5):359-365
- и другие.